# Algieba
Algieba eller Gamma Leonis (γ Leonis förkortat Gamma Leo, γ Leo), som är stjärnans Bayer-beteckning, är en dubbelstjärna i mellersta delen av stjärnbilden Lejonet. Den har en kombinerad skenbar magnitud på 2,08, är synlig för blotta ögat. Baserat på parallaxmätning inom Hipparcosuppdraget på ca 25,1 mas, beräknas den befinna sig på ett avstånd på ca 130 ljusår (ca 40 parsek) från solen. 

## Nomenklatur
Det traditionell namnet Algieba kommer från det arabiska الجبهة Al-Jabhah, som betyder "pannan". Trots namnet motsvarar stjärnan Lejonets man. Det latinska namnet är Juba. År 2016 organiserade Internationella astronomiska unionen en arbetsgrupp för stjärnnamn (WGSN) med uppgift att katalogisera och standardisera riktiga namn för stjärnor. WGSN:s första bulletin från juli 2016 innehöll en tabell över de första två satserna av namn som fastställts av WGSN där namnet Algeiba anges för Gamma Leonis, vilket nu ingår i IAU: Catalog of Star Names.
Algieba, Adhafera (Zeta Leonis) och Al Jabbah (Eta Leonis) kallas tillsammans Skäran. 

## Komponenter
Primärstjärnan Gamma Leonis A har magnitud +2,29 och har spektralklass K0 III.  Följeslagaren har en skenbar magnitud på +3,55 och spektralklass G7 IIIb. Primärstjärnan är en jättestjärna med en massa som är ca 25 procent större än solens massa, yttemperatur på ca 4 500 K, en luminositet som är ca 320 gånger större än solens, och en diameter ca 32 gånger solens. Följeslagaren är en jättestjärna med yttemperatur på ca 5 000 K, luminositet ca 50 gånger solens, och diameter 10 gånger solens. Med en vinkelseparation på något över 4 bågsekunder befinner sig stjärnorna minst 170 AE från varann (fyra gånger avståndet mellan solen och Pluto) och har en omloppstid på över 500 år. Eftersom omloppstiden är så stor har bara en bråkdel av omloppsbanan observerats sedan upptäckten.
Båda stjärnorna är jättar, vilket innebär att deras kärnor har slutat att bränna väte till helium och har svällt till jättelika storlekar. Gamma Leonis är en misstänkt variabel stjärna, med en visuell storleksintervall på 1,84 till 2,03. Det är inte känt vilken av de två komponenterna som är variabel. År 1959 publicerades stjärnan felaktigt som en förmörkelsevariabel på grund av ett typografiskt fel när man hänvisade till Gamma Leonis.

## Utseende
Den ljusstarka dubbelstjärnan separeras lätt av ett medelstort teleskop i sina orange-röda och gröngula komponenter.

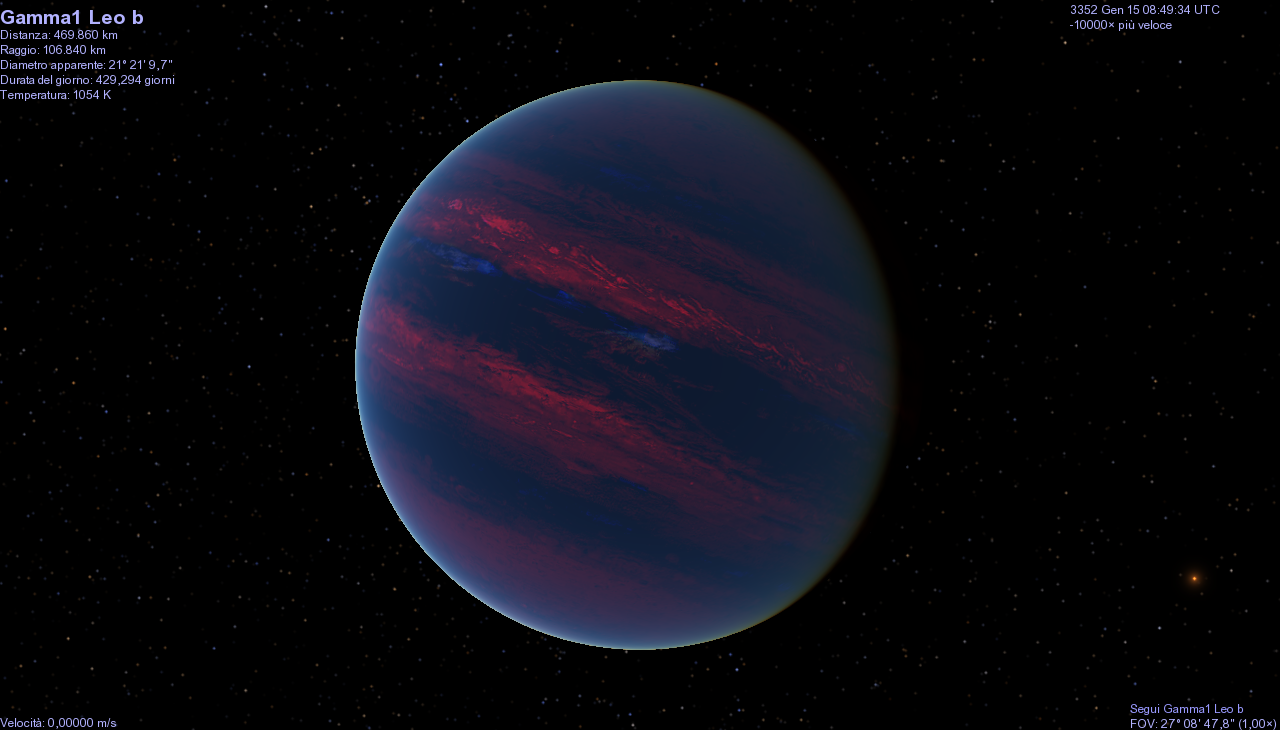
Datorgenererad bild av Gamma-1 Leonis b.

## Exoplaneterna vid Algieba
En exoplanet upptäcktes i november 2009 kretsande kring stjärnan. Observationerna tydde dessutom på en ytterligare exoplanet i omlopp kring huvudstjärnan Gamma-1 Leonis.
| Exoplanet | Massa i Jupitermassor | Omloppsperiod i dygn | Halv storaxel | Excentricitet |
| --------- | --------------------- | -------------------- | ------------- | ------------- |
| b         | ≥8,78                 | 429                  | 1,19          | 0,14          |
| c         | ≥2,14                 | 1340                 | 2,6           | 0,13          |